# Hansjörg Mühlbacher
Hansjörg Mühlbacher (* 17. Januar 1969 in Garmisch-Partenkirchen) ist ein ehemaliger deutscher Naturbahnrodler. Der Sportler des SC Riessersee startete im Weltcup sowohl im Einsitzer, wo er zweimal unter die besten 20 fuhr, als auch im Doppelsitzer. Zwei Jahre lang bildete er mit Björn Kierspel ein Doppelsitzerpaar, das in neun Weltcuprennen unter die schnellsten zehn fuhr, im Gesamtweltcup als bestes Ergebnis einen achten Platz erzielte und 2004 Deutscher Meister wurde.

## Karriere
In den Saisonen 1998/1999 und 1999/2000 nahm Mühlbacher an jeweils zwei Weltcuprennen im Einsitzer teil und erreichte als beste Ergebnisse jeweils einen 20. Platz. Im Gesamtklassement belegte er damit den 30. bzw. 33. Rang. Bei der Weltmeisterschaft 2000 in Olang erzielte er Platz 30. In den nächsten beiden Jahren nahm Mühlbacher an keinen Rennen teil, erst in der Saison 2002/2003 kehrte er in den Weltcup zurück. Bis zum Ende der Saison 2003/2004 bildete er mit Björn Kierspel das zu dieser Zeit einzige deutsche Doppelsitzerpaar im Weltcup. Im Winter 2002/2003 erreichten sie in den ersten vier Rennen drei neunte Plätze und einen zehnten Rang, konnten aber wegen eines Wadenbeinbruches von Björn Kierspel an den letzten beiden Weltcuprennen sowie an der Weltmeisterschaft nicht mehr teilnehmen. Im Gesamtweltcup wurden sie Zehnte. Im nächsten Winter fuhren Kierspel/Mühlbacher in fünf Weltcuprennen unter die schnellsten zehn und erzielten mit dem sechsten Platz in Grande Prairie ihr bestes gemeinsames Ergebnis. Im Gesamtweltcup erreichten sie damit den achten Rang und bei der Europameisterschaft 2004 in Hüttau wurden sie 14. Hansjörg Mühlbacher nahm in diesen beiden Jahren auch an drei Weltcuprennen im Einsitzer teil, bei denen er Platzierungen um Rang 25 erzielte. Nach 2004 bestritt er keine Rennen mehr.

## Sportliche Erfolge

### Weltmeisterschaften
- Olang 2000: 30. Einsitzer

### Europameisterschaften
- Hüttau 2004: 14. Doppelsitzer (mit Björn Kierspel)

### Weltcup
- 8. Platz im Doppelsitzer-Gesamtweltcup in der Saison 2003/2004
- 10. Platz im Doppelsitzer-Gesamtweltcup in der Saison 2002/2003
- Neun Top-10-Platzierungen im Doppelsitzer
- Zwei Top-20-Platzierungen im Einsitzer

### Deutsche Meisterschaften
- Deutscher Meister im Doppelsitzer 2004